# 劉文 (明朝總兵)
劉文，異名劉文慶，諡武襄，山西行都指揮使司陽和衞（今山西省陽高縣）人，明朝政治人物、進士出身。
襲指揮同知，屢遷署都督僉事，涼州右副總兵。嘉靖八年，鎮守陝西總兵官（固原陝西總兵），后攻破洮、岷叛番若籠、板爾諸族。嘉靖十一年，抵禦蒙古入侵。后進都督同知。後落職，嘉靖十六年，擔任延綏總兵，改甘肅總兵。